# Malaucène
Ne doit pas être confondu avec Malaussène.
Malaucène est une commune française située dans le département de Vaucluse, en région Provence-Alpes-Côte d'Azur.

## Géographie

### Situation et description
Situé au nord de Vaucluse, à la limite de la Drôme, Malaucène est un beau village provençal installé à 350 m d'altitude, au pied du versant nord du mont Ventoux, dont il constitue la principale porte d'entrée. Le village blotti autour de son ancien « château » (une tour forte plus exactement) aménagé en calvaire au XVIIIe siècle est ceinturé par un boulevard circulaire bordé de platanes centenaires. La ville est traversée par la source du Groseau qui dans le passé a été une zone d'activité intense avec de nombreux moulins, filatures et jusqu'il y a encore très peu de temps des papeteries (2009).
À 9 km au sud de Vaison-la-Romaine et à 18 km au nord de Carpentras, Malaucène se trouve à moins de 50 km de la gare TGV et de l'aéroport d'Avignon, à 30 km de l'autoroute A7 et a moins de 40 km d'Orange et de l'autoroute A9.

### Lieux-dits et écarts
Hameau de Vaux, ancienne commune éphémère, rattachée à Malaucène dès 1794.

### Sismicité
Les cantons de Bonnieux, Apt, Cadenet, Cavaillon, et Pertuis sont classés en zone Ib (risque faible). Tous les autres cantons du département de Vaucluse sont classés en zone Ia (risque très faible). Ce zonage correspond à une sismicité ne se traduisant qu'exceptionnellement par la destruction de bâtiments.

### Hydrographie

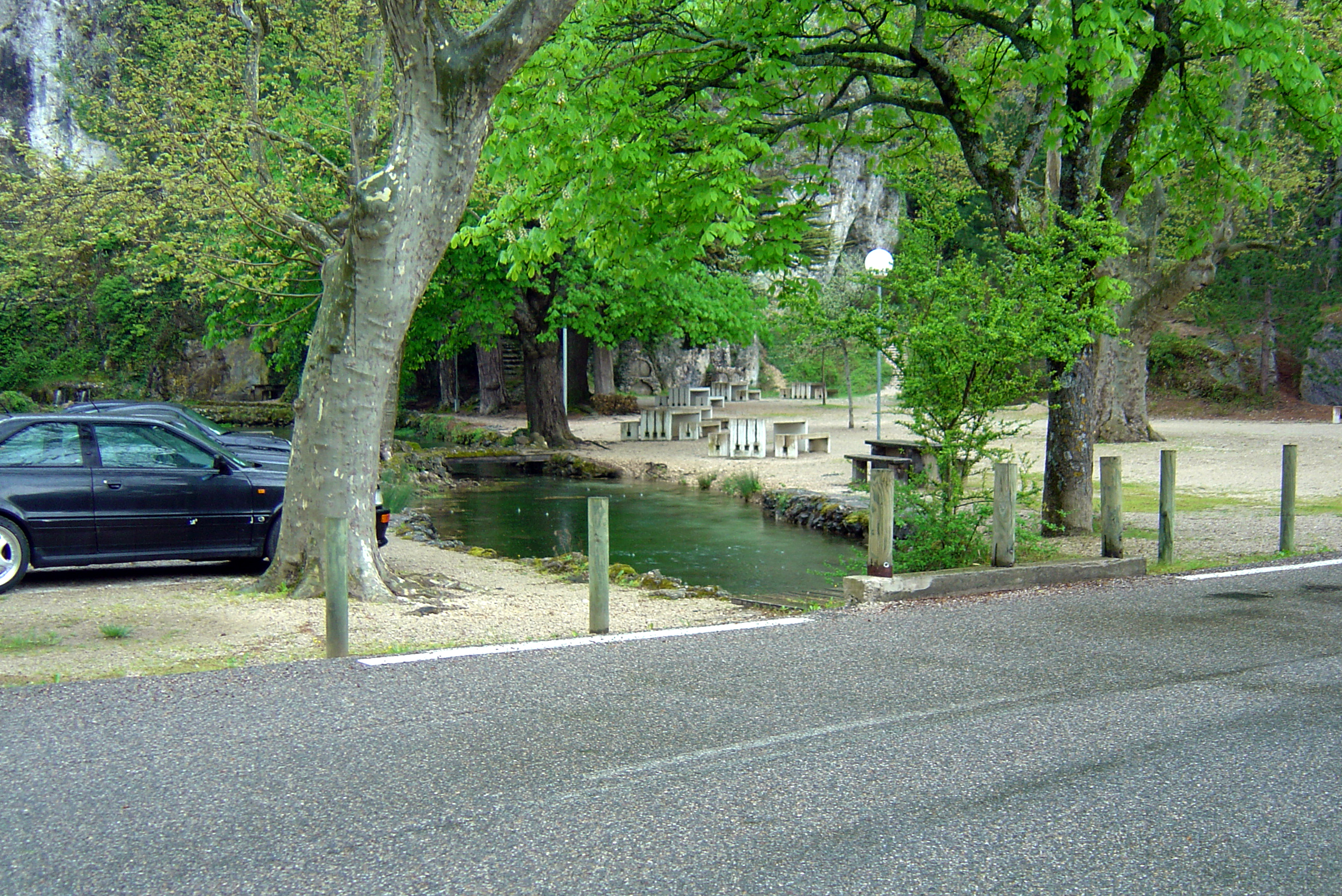
La source vauclusienne du Groseau.

Le Groseau est une source vauclusienne qui jaillit à Malaucène. Elle est, en importance, la seconde résurgence karstique du département de Vaucluse, après celle de la Fontaine de Vaucluse. Cette source donne son nom à une rivière qui se jette dans l'Ouvèze après avoir traversé les communes d'Entrechaux et du Crestet. La source est située, à la sortie de la ville, sur la route du mont Ventoux. Sa résurgence jaillit au pied d'une falaise de plus de 100 mètres de hauteur. Cet abrupt correspond à une fracture majeure, orientée N-E - S-O qui limite le massif du Ventoux au couchant. Son bassin-versant, avec une superficie de 25 km2, correspond à un pli synclinal tertiaire de roches tendres (marnes bleues, grès, sables miocènes), coincé entre le versant nord du mont Ventoux et le massif des Dentelles de Montmirail. Des versants avec des pentes de plus de 20 % dominent des épandages torrentiels périglaciaires d'origine quaternaire. Le Groseau et son affluent le Rieufroid, qui drainent un vaste bassin amont, s'encaissent ensuite dans des lits dont les berges atteignent entre deux et trois mètres de hauteur. Leur confluence, située à deux kilomètres en amont de l'Ouvèze, reçoit les apports du Sublon, un torrent à très forte pente. Sur le dernier kilomètre de son lit, le Groseau a été rectifié et canalisé, son tracé original ayant été détourné à 90° à des fins d'arrosage.

### Climat
Pour des articles plus généraux, voir Climat de Provence-Alpes-Côte d'Azur et Climat de Vaucluse.
En 2010, le climat de la commune est de type climat méditerranéen franc, selon une étude du Centre national de la recherche scientifique s'appuyant sur une série de données couvrant la période 1971-2000. En 2020, Météo-France publie une typologie des climats de la France métropolitaine dans laquelle la commune est dans une zone de transition entre le climat de montagne et le climat méditerranéen et est dans la région climatique  Provence, Languedoc-Roussillon, caractérisée par une pluviométrie faible en été, un très bon ensoleillement (2 600 h/an), un été chaud (21,5 °C), un air très sec en été, sec en toutes saisons, des vents forts (fréquence de 40 à 50 % de vents > 5 m/s) et peu de brouillards.
Pour la période 1971-2000, la température annuelle moyenne est de 12,8 °C, avec une amplitude thermique annuelle de 16,6 °C. Le cumul annuel moyen de précipitations est de 832 mm, avec 6,2 jours de précipitations en janvier et 3,4 jours en juillet. Pour la période 1991-2020, la température moyenne annuelle observée sur la station météorologique de Météo-France la plus proche, « Beaumont-Mt Serein », sur la commune de Beaumont-du-Ventoux à 3 km à vol d'oiseau, est de 7,0 °C et le cumul annuel moyen de précipitations est de 1 317,0 mm. 
La température maximale relevée sur cette station est de 33,4 °C, atteinte le 28 juin 2019 ; la température minimale est de −18 °C, atteinte le 5 février 2012,,. Cependant, la station météo utilisée étant située environ 1100m plus haut que l'altitude de la ville de Malaucène, il convient d'ajouter 7°C aux températures moyennes indiquées pour obtenir une approximation relativement significative des températures moyennes à Malaucène (0,65°C tous les 100m de dénivelé).
| Mois                                  | jan.           | fév.          | mars          | avril         | mai           | juin          | jui.         | août           | sep.          | oct.          | nov.          | déc.           | année     |
| ------------------------------------- | -------------- | ------------- | ------------- | ------------- | ------------- | ------------- | ------------ | -------------- | ------------- | ------------- | ------------- | -------------- | --------- |
| Température minimale moyenne (°C)     | −2,6           | −3,1          | −0,6          | 1,7           | 6,1           | 9,7           | 12           | 12,3           | 8             | 5,2           | 0,8           | −1,8           | 4         |
| Température moyenne (°C)              | −0,7           | −0,7          | 2,3           | 4,9           | 9,6           | 13,7          | 16,4         | 16,4           | 11,3          | 7,5           | 2,7           | 0,1            | 7         |
| Température maximale moyenne (°C)     | 1,2            | 1,6           | 5,2           | 8,2           | 13,2          | 17,7          | 20,7         | 20,5           | 14,6          | 9,9           | 4,6           | 2              | 9,9       |
| Record de froid (°C) date du record   | −15 31.01.1999 | −18 05.02.12  | −13 07.03.05  | −9 14.04.1998 | −4,7 05.05.19 | −0,5 01.06.06 | 1,5 12.07.00 | 3,2 30.08.1992 | −1,8 25.09.02 | −8 28.10.12   | −11 27.11.10  | −14,9 20.12.09 | −18 2012  |
| Record de chaleur (°C) date du record | 12,7 28.01.08  | 14,7 24.02.20 | 17 24.03.1994 | 20 29.04.05   | 26,9 24.05.09 | 33,4 28.06.19 | 30 31.07.20  | 32,1 12.08.03  | 26,1 04.09.23 | 21,5 01.10.23 | 16,1 01.11.20 | 14 12.12.1994  | 33,4 2019 |
| Précipitations (mm)                   | 130,9          | 84,9          | 82,5          | 125,7         | 112,3         | 76,4          | 43,7         | 59,5           | 138,8         | 169,2         | 177,2         | 115,9          | 1 317     |

| Diagramme climatique                                  |             |             |             |              |             |            |              |            |             |             |            |
| J                                                     | F           | M           | A           | M            | J           | J          | A            | S          | O           | N           | D          |
| 1,2−2,6130,9                                          | 1,6−3,184,9 | 5,2−0,682,5 | 8,21,7125,7 | 13,26,1112,3 | 17,79,776,4 | 20,71243,7 | 20,512,359,5 | 14,68138,8 | 9,95,2169,2 | 4,60,8177,2 | 2−1,8115,9 |
| Moyennes : • Temp. maxi et mini °C • Précipitation mm |             |             |             |              |             |            |              |            |             |             |            |

Les paramètres climatiques de la commune ont été estimés pour le milieu du siècle (2041-2070) selon différents scénarios d'émission de gaz à effet de serre à partir des nouvelles projections climatiques de référence DRIAS-2020. Ils sont consultables sur un site dédié publié par Météo-France en novembre 2022.

## Urbanisme

### Typologie
Au 1er janvier 2024, Malaucène est catégorisée bourg rural, selon la nouvelle grille communale de densité à sept niveaux définie par l'Insee en 2022.
Elle appartient à l'unité urbaine de Malaucène, une agglomération intra-départementale regroupant trois  communes, dont elle est ville-centre,,. Par ailleurs la commune fait partie de l'aire d'attraction de Vaison-la-Romaine, dont elle est une commune de la couronne,. Cette aire, qui regroupe 14 communes, est catégorisée dans les aires de moins de 50 000 habitants,.

### Occupation des sols
L'occupation des sols de la commune, telle qu'elle ressort de la base de données européenne d’occupation biophysique des sols Corine Land Cover (CLC), est marquée par l'importance des forêts et milieux semi-naturels (59,7 % en 2018), en diminution par rapport à 1990 (60,6 %). La répartition détaillée en 2018 est la suivante : 
forêts (46,1 %), zones agricoles hétérogènes (26,6 %), milieux à végétation arbustive et/ou herbacée (12,7 %), cultures permanentes (8 %), zones urbanisées (3,5 %), terres arables (2,1 %), espaces ouverts, sans ou avec peu de végétation (0,8 %). L'évolution de l’occupation des sols de la commune et de ses infrastructures peut être observée sur les différentes représentations cartographiques du territoire : la carte de Cassini (XVIIIe siècle), la carte d'état-major (1820-1866) et les cartes ou photos aériennes de l'IGN pour la période actuelle (1950 à aujourd'hui).

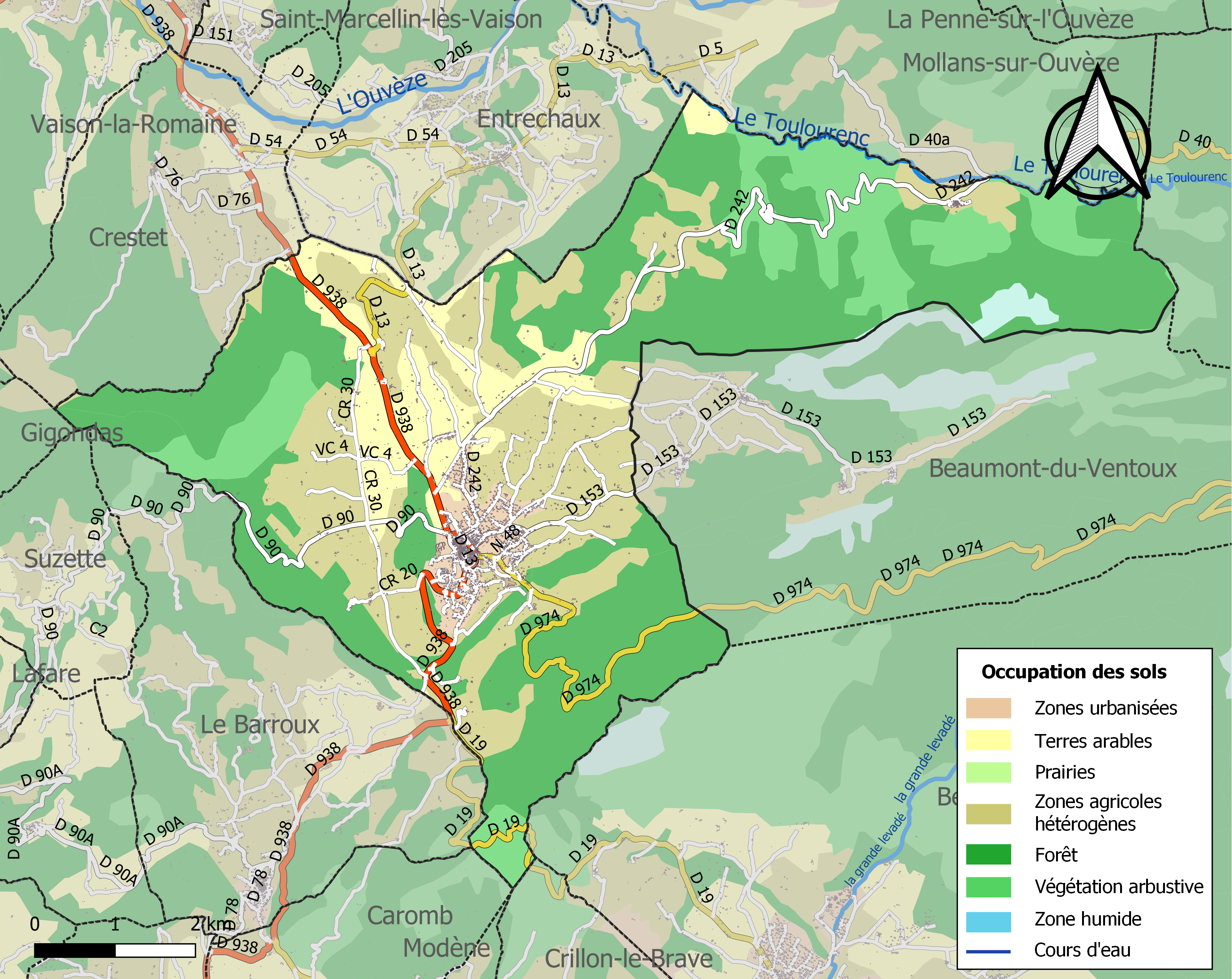
Carte des infrastructures et de l'occupation des sols de la commune en 2018 (CLC).

## Toponymie
- 988 castri Malaucene (Auguste Bernard, Recueil des chartes de l’abbaye de Cluny, tome III, p. 41, n. 1784), 1059 Malaucena castello (Cartulaire de Saint Victor. Tome II charte 687)
- Malaucène (malaussena) signifie « safre » en vieux provençal[réf. nécessaire].
- L'essentiel du soubassement du village est de roche, une molasse, sorte d'argile limoneuse durcie, entre le sable et le grès dont viendrait le nom du village.
- Dans « Toponymie des lieux dans les Alpes-Maritimes » est écrit[18]: Malaussa, Malaussena : terrain de poudingue, molasse. Village de Malaussène et nom de famille. Il est probable que l'étymologie occitane soit identique.

## Histoire

### Préhistoire et Antiquité
Hommes du Neandertal au niveau du quartier de la Baume.
Exploitation du silex des combes de Veaux de la fin du Néolithique puis au Chalcolithique.
Saint-Martin : présence d'un atelier de production de silex bédouliens chauffés du Chasséen (Néolithique).
Présence romaine au Groseau avec les traces d'un aqueduc canalisant les eaux de la source du Groseau jusqu'à Vaison-la-Romaine. Vestiges repérés au col Saint-Michel, au « vieux Malaucène » l'oppidum du Clairier.
Nombreux objets découverts plus ou moins fortuitement sur le territoire de Malaucène.

### Moyen Âge

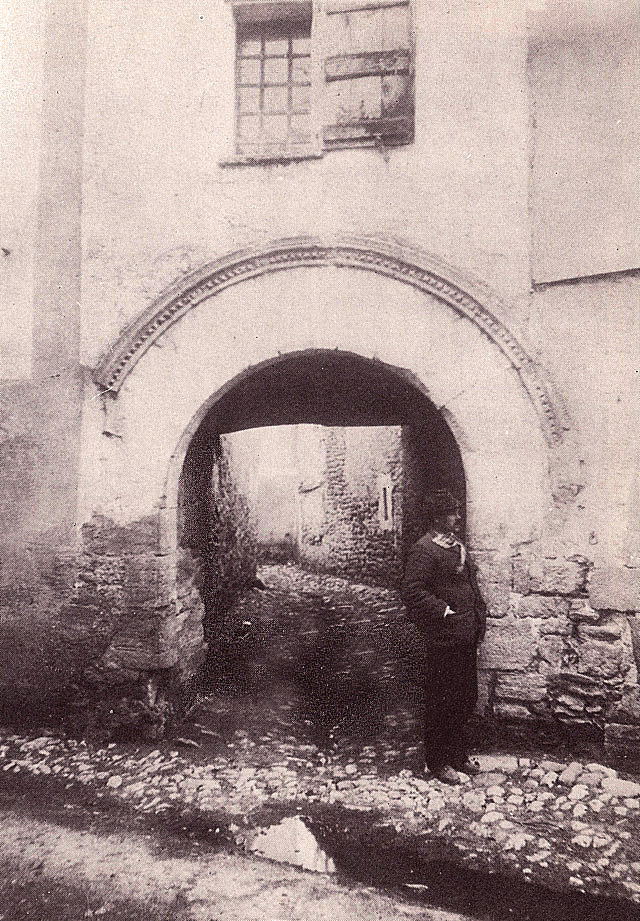
Porte de l'ancienne Juiverie détruite sur ordre de Jean XXII.

Au XIIe siècle, l'abbaye Saint-André de Villeneuve-lès-Avignon y possédait le prieuré Saint-Baudile (aujourd'hui disparu).
Le pape Clément V fait du monastère du Groseau sa résidence d'été. De cette construction du XIIe siècle, il ne reste de nos jours qu'une chapelle, chapelle Notre-Dame-du-Groseau.
Charles IV, troisième fils de Philippe le Bel, après la mort de son frère Philippe, est couronné à Reims par l’archevêque Raymond de Courtenay, le 9 février 1322. Considérant que son Trésor est par trop vide, il n’hésite pas à poursuivre la politique de son père et fait expulser les juifs de France afin de récupérer leurs biens. Jean XXII trouve la mesure excellente et, pour ne pas être en reste, il fait de même avec les juifs d’Avignon et du Comtat Venaissin qui se réfugient en Dauphiné et en Savoie. Pour parfaire l’expulsion, le pape juge utile et nécessaire de faire jeter à bas la synagogue de Malaucène ainsi que celles de Bédarrides, Bollène, Carpentras, Le Thor, Monteux et Pernes. Ce fut la seconde expulsion des juifs du Comtat,. La première avait été décidée le 13 mars 1302, par Mathias de Chiéti – dit Matthieu de Chéate – recteur du Comtat Venaissin, qui les accusait de pratiquer l’usure.
Après le départ des papes d'Avignon, la commune est touchée par les guerres de Religion.

### Renaissance
Lors de l'hiver 1788 à 1789, Malaucène connait d'importants gels.

### Période moderne
Le 12 août 1793 fut créé le département de Vaucluse, constitué des districts d'Avignon et de Carpentras, mais aussi de ceux d'Apt et d'Orange, qui appartenaient aux Bouches-du-Rhône, ainsi que du canton de Sault, qui appartenait aux Basses-Alpes.
Au cours du XIXe siècle, de gros travaux sont réalisés au niveau du bourg de Malaucène tels que la démolition des anciens remparts (datant du XIIIe siècle), la construction de lavoirs et de fontaines et l'agrandissement du cours.

### Période contemporaine
De 1907 à 1952, la ville possède une gare sur la Ligne d'Orange à Buis-les-Baronnies.
Important maquis dans le Ventoux lors de la Seconde Guerre mondiale. Le 6 mai 1943, la Gestapo organise une opération de répression sur Malaucène. Le 8 juin 1944, les troupes motorisées allemandes guidées par les miliciens investirent Malaucène et Beaumes-de-Venise. Quand elles se retirèrent elles laissèrent sur le terrain neuf morts et huit blessés graves.

## Politique et administration

### Liste des maires
| Période        | Période       | Identité                             | Étiquette     | Qualité |
| -------------- | ------------- | ------------------------------------ | ------------- | --- |
| ?              | ?             | Jean Joseph François Arnould Chastel |               | |
| septembre 1821 | novembre 1824 | Toussaint Anselme                    |               | |
| ?              | ?             | Ferdinand Geoffroy                   | Républicain   | Industriel, négociant et fabricant de papier Conseiller général du canton de Malaucène (1883 → 1895)                    |
| ?              | ?             | Joseph Geoffroy (fils du précédent)  | Républicain   | Fabricant de papier Conseiller général du canton de Malaucène (1895 → 1919)                                             |
| 1932           | 1944          | Louis Cornillac                      | Rad.          | Minotier Conseiller général du canton de Malaucène (1919 → 1940)                                                        |
| 1945           | mars 1989     | Louis Cornillac (fils du précédent)  | Rad. puis MRG | Conseiller général du canton de Malaucène (1945 → 1985)                                                                 |
| mars 1989      | juin 1995     | Jacques Gabinel                      |               | |
| juin 1995      | mars 2001     | Bernadette Laporte                   | DVG           | |
| mars 2001      | mai 2020      | Dominique Bodon                      | UMP-LR        | Papetier puis directeur de station de ski 8e Vice-président de la CA Ventoux-Comtat Venaissin Délégué à la Sécurité     |
| mai 2020       | En cours      | Frédéric Tenon                       | SE            | Plombier 11e Vice-président de la CA Ventoux-Comtat Venaissin Délégué à la Rénovation de l'habitat et des centre-bourgs |

### Fiscalité
| Taxe                                                | Part communale | Part intercommunale | Part départementale | Part régionale |
| --------------------------------------------------- | -------------- | ------------------- | ------------------- | -------------- |
| Taxe d'habitation (TH)                              | 13,94 %        | 0,00 %              | 7,55 %              | 0,00 %         |
| Taxe foncière sur les propriétés bâties (TFPB)      | 14,90 %        | 0,00 %              | 10,20 %             | 2,36 %         |
| Taxe foncière sur les propriétés non bâties (TFPNB) | 74,75 %        | 0,00 %              | 28,96 %             | 8,85 %         |
| Taxe professionnelle (TP)                           | 00,00 %        | 19,41 %             | 13,00 %             | 3,84 %         |

La part régionale de la taxe d'habitation n'est pas applicable.

### Jumelages
- Mahlberg (Allemagne) depuis 1996[25]

## Démographie
L'évolution du nombre d'habitants est connue à travers les recensements de la population effectués dans la commune depuis 1793. Pour les communes de moins de 10 000 habitants, une enquête de recensement portant sur toute la population est réalisée tous les cinq ans, les populations de référence des années intermédiaires étant quant à elles estimées par interpolation ou extrapolation. Pour la commune, le premier recensement exhaustif entrant dans le cadre du nouveau dispositif a été réalisé en 2005.

En 2022, la commune comptait 2 759 habitants, en évolution de −4,73 % par rapport à 2016 (Vaucluse : +1,73 %, France hors Mayotte : +2,11 %).
| 1793  | 1800  | 1806  | 1821  | 1831  | 1836  | 1841  | 1846  | 1851  |
| ----- | ----- | ----- | ----- | ----- | ----- | ----- | ----- | ----- |
| 2 465 | 2 506 | 2 699 | 2 734 | 3 069 | 3 225 | 3 290 | 3 288 | 3 283 |

| 1856  | 1861  | 1866  | 1872  | 1876  | 1881  | 1886  | 1891  | 1896  |
| ----- | ----- | ----- | ----- | ----- | ----- | ----- | ----- | ----- |
| 3 330 | 3 029 | 3 104 | 2 852 | 2 697 | 2 560 | 2 370 | 2 245 | 2 215 |

| 1901  | 1906  | 1911  | 1921  | 1926  | 1931  | 1936  | 1946  | 1954  |
| ----- | ----- | ----- | ----- | ----- | ----- | ----- | ----- | ----- |
| 2 093 | 2 098 | 2 062 | 1 703 | 1 704 | 1 743 | 1 711 | 1 521 | 1 613 |

| 1962  | 1968  | 1975  | 1982  | 1990  | 1999  | 2005  | 2006  | 2010  |
| ----- | ----- | ----- | ----- | ----- | ----- | ----- | ----- | ----- |
| 1 780 | 1 940 | 1 955 | 2 096 | 2 172 | 2 538 | 2 669 | 2 691 | 2 665 |

| 2015  | 2020  | 2022  | - | - | - | - | - | - |
| ----- | ----- | ----- | - | - | - | - | - | - |
| 2 849 | 2 736 | 2 759 | - | - | - | - | - | - |

## Économie
Malaucène vit en grande partie de l'agriculture avec ses nombreux vergers de cerises, prunes, abricots, pêches, brugnons, olives et vignobles avec les côtes du Ventoux, de maraichage et de tourisme. L’industrie était également présente, avec en particulier l'usine des Papeteries de Malaucène dont l'activité grâce à la présence de la source du Groseau est attestée depuis 1545, et qui sera fermé par le groupe Schweitzer-Mauduit, le dernier propriétaire en 2009.
La situation géographique fait de Malaucène, au pied du mont Ventoux une étape incontournable pour les sportifs notamment les cyclistes et « vététistes », randonneurs, et grimpeurs, voire sports d'hiver : ski, raquette avec la station du mont Serein. Malaucène est l'un des accès les plus prestigieux et le plus ancien pour l'ascension du Ventoux : c'est en partant de Malaucène que le poète Pétrarque montera au sommet du mont Ventoux et racontera son ascension en 1336, « poussé seulement par le désir de visiter un lieu renommé pour son altitude » ce qui peut être considéré comme une des premières pratiques de l'alpinisme.
On trouve à Malaucène de nombreux commerces de proximité : un supermarché, 3 boulangeries, 1 pâtisserie, 1 boucherie, 1 pharmacie, 1 tabac, 1 maison de la presse, 1 librairie, 1 galerie d'art contemporain, 1 station essence, 1 droguerie, 1 banque et des nombreux commerces liés au tourisme : restaurants, pizzerias, hôtels, gîtes et chambres d'hôtes, 3 campings, 1 résidence vacances, 1 spa (propose également la cryothérapie), magasin spécialisé dans les cycles, magasins de souvenirs. Le marché hebdomadaire du mercredi.

## Population et société

### Santé
Médecin généraliste, dentiste, pharmacie, infirmiers et ambulances sont présents sur la commune.

### Sports
Plusieurs associations sportives (football, tennis, moto-cross, futsal, cyclo, vtt, école du cirque, etc.).

### Cultes

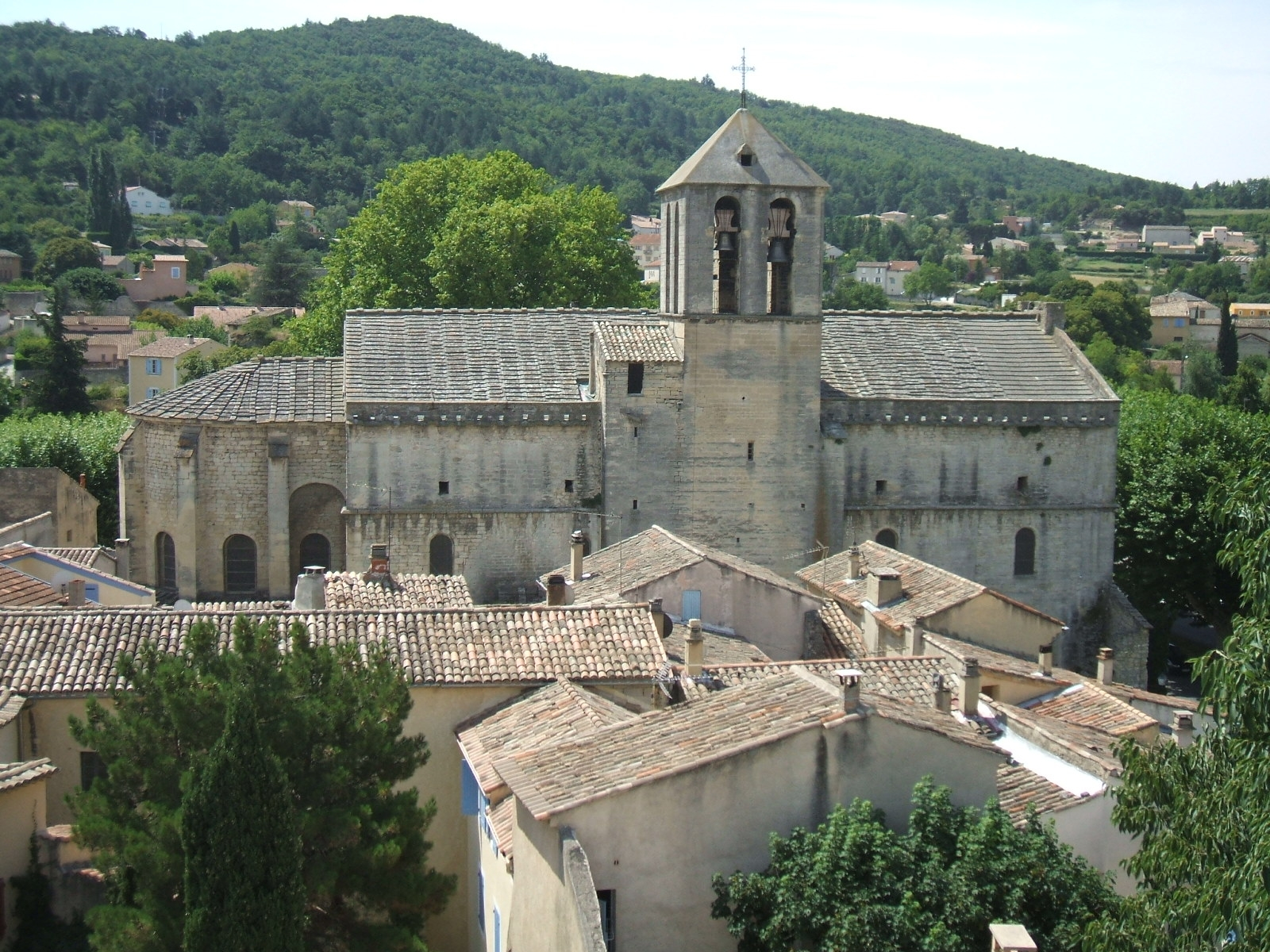
Église paroissiale Saint-Michel vue du château.

Église paroissiale Saint-Michel.

### Écologie et recyclage
La collecte et traitement des déchets des ménages et déchets assimilés et la protection et mise en valeur de l'environnement se font dans le cadre de la communauté d'agglomération Ventoux-Comtat Venaissin.
La commune est incluse dans la zone de protection Natura 2000 « l'Ouvèze et le Toulourenc », sous l'égide du ministère de l'Écologie, de la DREAL Provence-Alpes-Côte d’Azur, et du MNHN (Service du patrimoine naturel).

### Activités
- randonnée pédestre : il existe de nombreux chemins de randonnée autour de Malaucène, notamment les GR4 et GR9 que vous pouvez parcourir à pied, à vélo, à VTT ou encore à cheval ;
- équitation : plusieurs centrés équestres proposent des cours, des ballades sur la commune ;
- pêche : plan d'eau, rivières ;
- randonnée aquatique : dans le Toulourenc au départ du hameau de Veaux ;
- cyclisme ;
- escalade ;
- spéléologie : grotte de la Baume des Anges[32],[33].

## Culture locale et patrimoine

### Lieux et monuments

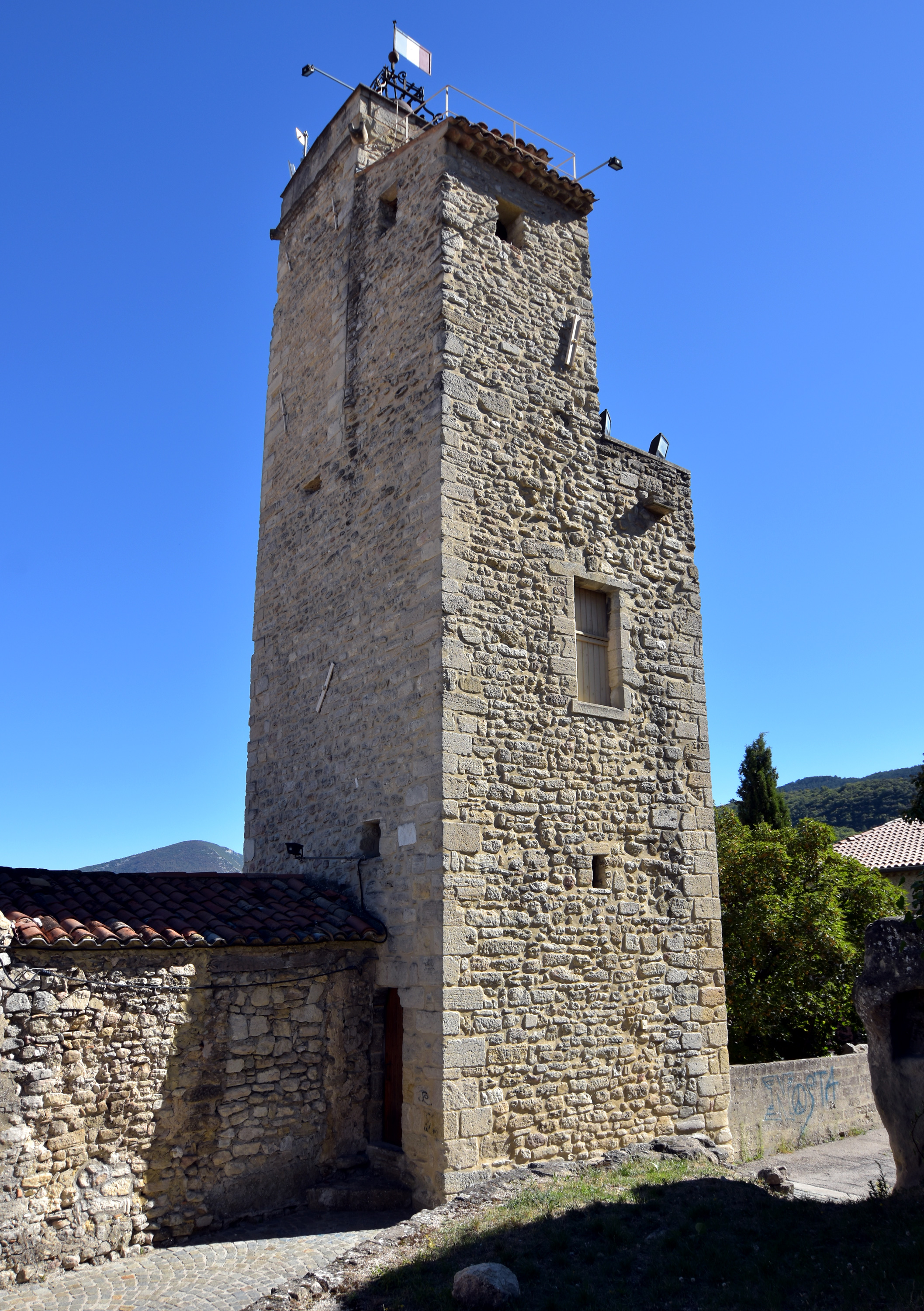
Le beffroi (1482-1532).

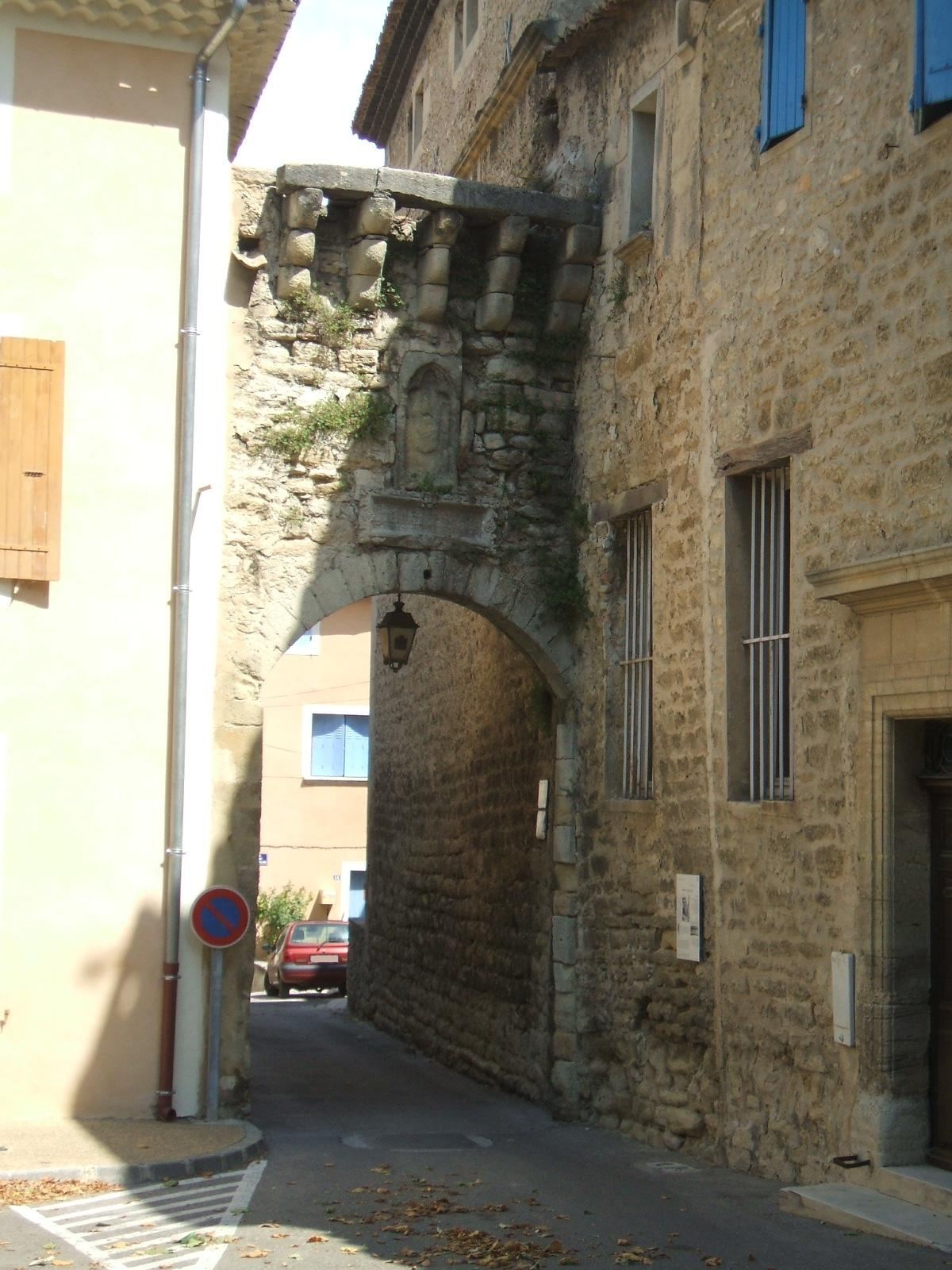
La Porte Chaberlain (1363) à proximité de l'église Saint-Michel.

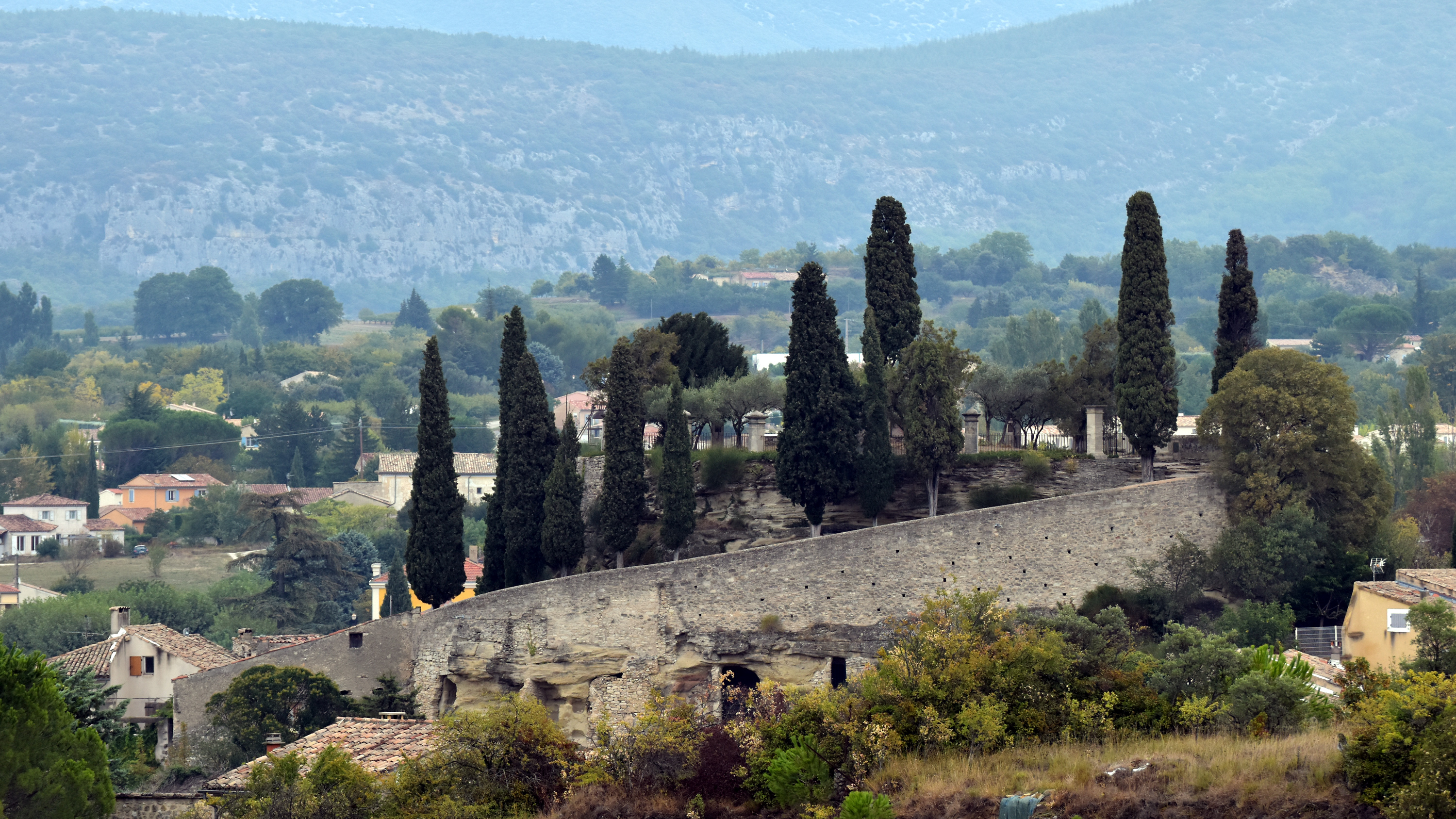
Calvaire.

- Église Saint-Michel de Malaucène. L'édifice a été classé au titre des monuments historiques en 1982[34]. Dater fin XIIIe - XIVe et XVIIIe siècles pour le chœur, bâtie en grande partie sous le pape Clément V, cette église fortifiée faisait partie de l'enceinte de la ville. Les contreforts ont été murés afin de fortifier l'église durant les guerres de Religion (1579). La façade principale, à l'ouest, présente des traces de la corniche d'origine, l'ensemble est surmonté par des mâchicoulis du XVe siècle, l'oculus est décoré d'une rosace polygonale probablement refaite en 1653. Le portail présente des similitudes avec l'église Notre-Dame-de-Bon-Repos de Montfavet, construite entre 1343 et 1347. Le linteau vandalisé en 1792, porte les traces du Christ et de ses Apôtres placés dans une colonnade. Les amorces d'un porche jamais construit (les voussoirs) sont ornées de personnages fantastiques. La porte principale est constituée de planches épaisses bardées de plaques de fer date de 1460. L'église abrite une chaire très ouvragée réalisée vers 1880/1885 par les frères Charrol, sur les plans de l'architecte l'abbé Joseph Pougnet. L'orgue aujourd'hui placé dans la tribune au-dessus de la porte principale date de 1711, modifié en 1713. Il a été mis en place et réalisé par le facteur Charles Boisselin, réparé en 1723 par Jean Salomon, puis reconstruit en 1784 par Joseph Isnard.
- Chapelle Notre-Dame-du-Groseau, seul vestige du monastère Notre-Dame du Groseau, fondé en 684 par Petronius, évêque de Vaison-la-Romaine dans la vallée du Groseau à la sortie de Malaucène en direction du mont Ventoux. Le monastère fut détruit en 739, puis reconstruit entre 1079 et 1114. La chapelle, quant à elle, fut rebatie en 1150. Le pape Clément V, premier pape d'Avignon (élu en 1305), fait aménager le monastère par le chanoine Jean de Plaisance entre 1309 et 1310. C'est un véritable palais qui sera construit comme le montrent les comptes, afin d'accueillir le pape et sa cour. Ce monastère a été l'un des lieux de retraite de prédilection du pape Clément V, le « jardin de ses délices » où il passera plus de 400 jours entre 1310 et 1314. Elle fait l'objet d'un classement au titre des monuments historiques par la liste de 1862. Elle abrite une stèle inscrite en « gallo-grec » probablement un ex-voto à Grasélos.
- Le Groseau, une des deux principales sources du mont Ventoux avec la Sorgue vient du dieu celte Grasélos et ses nymphes les « Grisélides », récupéré successivement par les Romains puis les chrétiens. (Gréoux-les-Bains en tirerait également son nom). Les Romains ont aménagé un aqueduc pour approvisionner la ville de Vaison-la-Romaine (Vasio) seconde moitié du Ier siècle.
- Calvaire, l'« ancien château » dont on pense qu'il s'agit plutôt d'un donjon ou d'une tour de guet, date vraisemblablement du XIIe siècle. La tour carrée qui mesurait 22 m de haut occupait le sommet de la colline de safre qui a donné son nom à la ville : safre « malaussena » en provençal le tout ceinturé de rempart et d'un chemin de ronde. Le safre plus exactement la molasse est une roche friable d'origine marine semblable à du sable dur (jaune, ocre ou gris) ou à une sorte de grès friable. Elle se prête facilement à l'aménagement d'abris creusés dans la roche. En 1750, les habitants craignant un effondrement de la tour sur les habitations obtiennent sa destruction. En 1828, on aménage une sorte de plateforme qui conserve une partie des fortifications avec une large rampe caladée bordée de cyprès et un calvaire occupe le centre avec le crucifix et les deux croix des Larrons, enfin des grilles ponctuées de 13 oratoires encerclent le tout au niveau de l'ancien chemin de ronde. Entre 2007 et 2009, dans les niches créées à cet usage au XIXe s, l'artiste plasticien Luc Ta-Van-Thinh a réalisé un Chemin de croix contemporain et original en céramique pour remplacer les œuvres anciennes abîmées ou détruites.
- le beffroi situé en contrebas du Calvaire, sa construction décidée en 1482 ne fut terminée qu'en 1532. En 1678, l'horloge fut dotée d'un « repicq ». Après de nombreuses réparations, le mécanisme de l'horloge fut remplacé par Cosme Brachet un spécialiste de Séguret et on en profita pour rehausser le beffroi en 1762. En 1910, le mécanisme et le cadran en fer (aujourd'hui exposé dans la mairie) ont été remplacés. Enfin, en 1985, un mouvement électrique a définitivement mis fin à la fonction séculaire de « gouverneur de l'horloge ».
- Ancien monastère du Groseau.
- la porte Soubeyran au sud-est de l'église, reconstruite en 1725, donne accès à la Grand'Rue. Ce n'est qu'à la fin du XVIIIe s. que ses abords ont été aménagés avec une vaste esplanade
- Lavoir et fontaine en face de la porte Soubeyran datant de 1839 et 1861.
- Porte Chaberlin ou de Roux, au nord-ouest de l'église. Une inscription en caractères gothiques rappelle que le rempart a été réalisé sous Urbain V par ordre du recteur Philippe de Cabassole et du Capitaine Général du Comtat par les soins de Guillaume Chaberlin. Une niche abrite une statuette de la Vierge. En 1742, la porte a été élargie pour faciliter le passage des voitures attelées.
- Le banc de pierre accolé à la façade sud de l'église Saint-Michel, a été construit entre 1783 et 1784. Il est réputé être le plus long banc, il mesure en effet 41,77 m[réf. nécessaire].
- ancien Hôtel de l'Espine, situé à côté de la porte Chaberlin
- fontaine du Théron
- ancien hôtel de Saunier, la « maison aux Atlantes »
- ancienne mairie
- fontaine rue des Trois-Visages
- ancien hôtel de la Pomme d'or
- ancien hôtel de Brancas
- château de la Lauze
- château de Crémessières
- porte Cabanette
- cours des Isnards
- Hôtel de ville
- ancien hôtel de Valouse
- ancien hôtel de Brémond
- rue du Vieil-Hôpital
- passage de l'Ane

### Patrimoine naturel

#### Mont Ventoux
La route d'accès nord au Mont Ventoux passe par Malaucène.
On peut y observer, en quittant le village par celle-ci la Chapelle Notre-Dame-du-Groseau, où le pape Clément V passa de nombreux séjours de 1309 à 1313.
Plus loin, dans la première épingle qui amorce l'ascension, la source du Groseau, lieu pittoresque, coule tout au long de l'année. Cette source est type résurgence vauclusienne, comme la Fontaine-de-Vaucluse, mais dans une bien moindre mesure.

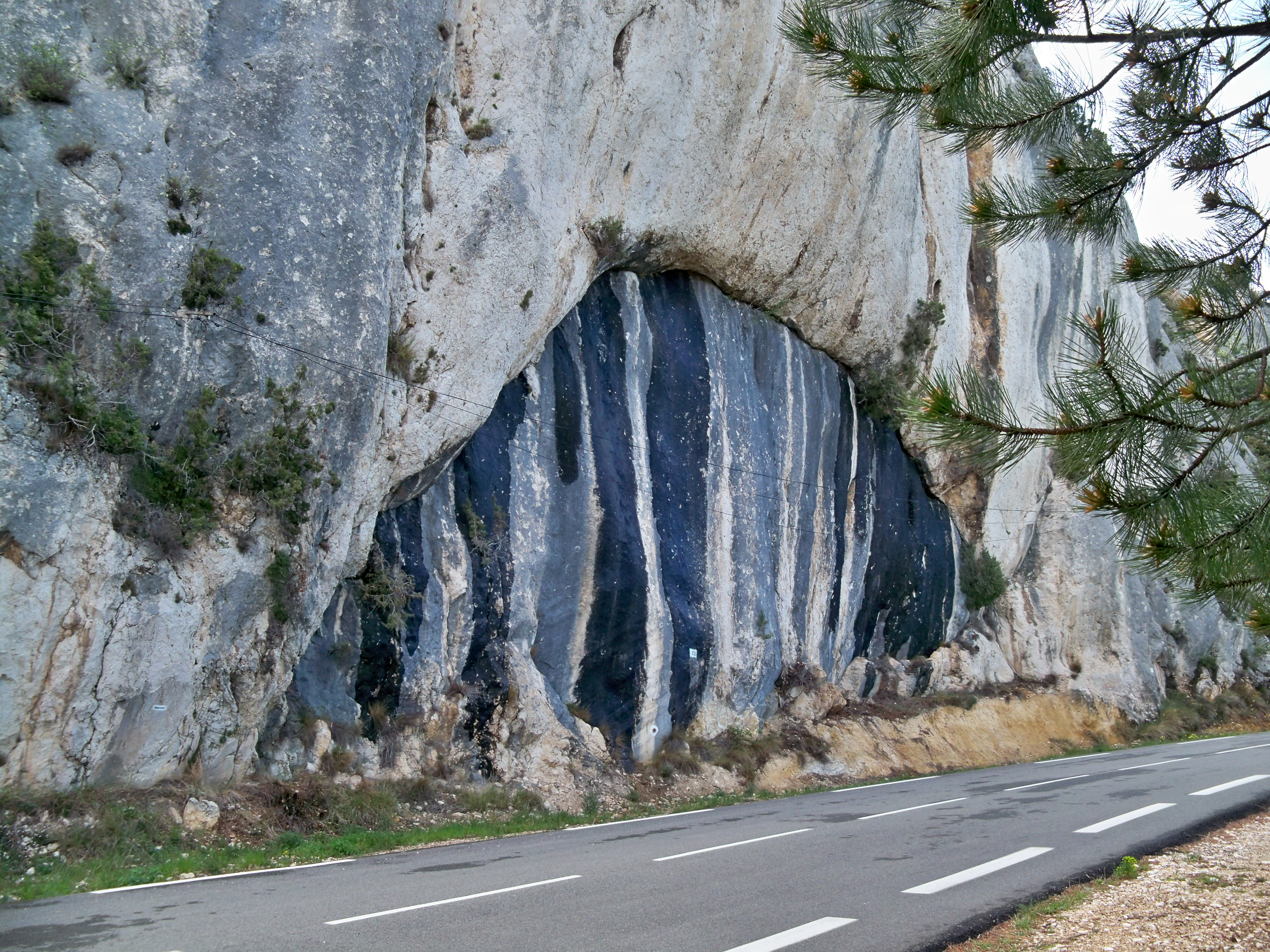
Porte St Jean

En commençant la montée, juste après le Groseau, on passe devant le " portail Saint-Jean ", sorte de concrétion calcaire foncée entourée d'un bourrelet plus clair. Une légende dit que tous les ans, pour la Saint-Sylvestre, le portail s'ouvre et une chèvre en or s'en échappe pour aller se promener alentour, laissant avec ses sabots des traces dorées sur les rochers. De nombreuses personnes ont essayé de l'attraper, mais en vain…
À quasi mi-parcours avec le sommet se trouve la station du mont Serein avec huit remontées mécaniques pour 12 km de pistes. Elle comporte aussi des pistes de ski de fond et de raquettes. Cette station développe aussi des activités estivales avec en plus des randonnées à pied, à cheval et à VTT, du Devalkart, du Rollerbe et un parcours Accrobranche.
Au sommet, on peut, en plus du merveilleux paysage (par beau temps on y voit le mont Blanc, la mer et le mont Aigoual) observer la tour et son émetteur rouge et blanc caractéristique visible de tout le département et plus loin encore. Il s'agit d'un radar de contrôle aérien, l'émetteur télé et radio se situe légèrement en contrebas sur la tour Kaki. On peut de même, vers l'est, observer les vestiges de la base de lancement de missiles, avec les deux dômes « thermonucléaires », portes d'accès aux galeries souterraines. Cette base est aujourd'hui utilisée pour des expériences scientifiques de détection de particules extraterrestres (dans les salles de commande des missiles).
S'ensuit la descente vers le chalet Reynard, station du versant sud du Ventoux et où se séparent les routes allant vers Sault et vers Bédoin.
La station du mont Serein et le sommet du mont Ventoux sont sur la commune de Beaumont-du-Ventoux.

#### Les Combes de Veaux et le Toulourenc
En prenant vers le nord, par les combes de Veaux, après avoir emprunté une étroite route sinueuse où se déroulent fréquemment des rallyes automobiles, on arrive dans la vallée du Toulourenc, petite rivière du flanc nord du mont Ventoux qui délimite les départements du Vaucluse et de la Drôme. Cette rivière prenant sa source au pied du château d'Aulan près de Montbrun-les-Bains coule sur près de 30 kilomètres pour se jeter dans l'Ouvèze sur la commune d'Entrechaux. Sinuant selon les combes descendant de la montagne, elle a creusé dans la roche de son lit, en amont et en aval du hameau de Veaux (ou Vaux selon les étymologies), lieu de naissance du héros du roman Ravage de René Barjavel, de profondes gorges atteignant parfois 100 mètres. La gorge aval appelée Estrechon (à cause de son étroitesse) ne dépasse pas par endroits 1,50 mètre de largeur et doit avoir une longueur de 3 kilomètres, de Notre-Dame-des-Anges à Veaux. En amont du hameau, après un autre Estrechon un effondrement de blocs tient lieu de lit de rivière, puis les gorges se poursuivent jusqu'à Saint-Léger-du-Ventoux.

### Personnalités liées à la commune

#### Clément V (pape)

Armoiries de Clément V.

Bertrand de Got, archevêque de Bordeaux, pape sous le nom de Clément V le 5 juin 1305.
Il arrive à Malaucène le 3 septembre 1309.
De 1309 à 1310, il fait aménager un palais au Groseau qui fut détruit à la Révolution.
Clément V passe 78 jours au Groseau en 1310, autant en 1311, 99 jours en 1312, 85 jours en 1313. Il quitte les lieux le 14 octobre 1313 et meurt le 20 avril 1314.
Il y fait ériger l'église Saint-Michel-et-Saint-Pierre 1309 sur l'emplacement d'un ancien temple, pièce fortifiée qui servit à la défense de la ville. Elle s'intégrait dans les remparts d'enceinte qui furent aussi construits à cette époque.
En 1311, il y prépare le concile de Vienne au prieuré du Groseau dans lequel autorise entre autres la suppression de l'ordre des Templiers à la demande de Philippe le Bel.
Il met provisoirement fin au conflit entre le Saint-Siège et les Spirituels en provoquant un long débat entre les deux partis devant la commission dite de Malaucène.
La raison principale de sa présence ici est qu'il y trouve la sérénité loin de Philippe le Bel et de ses légistes. Il lui faut du calme pour préparer la défense de Boniface VIII accusé d'hérésie et préparer le concile de Vienne.

#### Pétrarque

L'itinéraire possible de l'ascension du Ventoux par Pétrarque en passant par le Groseau
d'après un croquis dressé par Pierre de Champeville.

Poète et humaniste italien, François Pétrarque est né à Arezzo en 1304 et mort à Arquà, près de Padoue, en 1374.
Dans l'ouvrage Œuvres complètes de Pétrarque on peut lire dans Lettres familières IV-I :

« À Dionigi di Borgo Sansepolcro, de l’Ordre de Saint-Augustin, professeur d’Écriture sainte, au sujet de ses propres soucis [...] Au jour fixé, nous quittâmes la maison, et nous arrivâmes le soir à Malaucène, lieu situé au pied de la montagne, du côté du nord. Nous y restâmes une journée, et aujourd’hui enfin nous fîmes l’ascension avec nos deux domestiques, non sans de grandes difficultés, car cette montagne est une masse de terre rocheuse taillée à pic et presque inaccessible. »

Cette ascension, datée du VI des calendes de mai 1336, eut lieu le 26 avril 1336. Cette date correspond, en effet, au 26 avril du calendrier julien, alors en vigueur, et au 9 mai de notre actuel calendrier grégorien.

#### Famille du Puy-Malaucène

Blason des Puy-Malaucène et des Puy-Caromb: D'argent au lion de sinople, armé et langué de gueules.

Les du Puy sont une très ancienne famille originaire du Dauphiné et le Comtat Venaissin. Les du Puy-Malaucène sont l'une des branches principales, installés à Malaucène et à Caromb; une autre s'est installé à Carpentras. Une branche cadette des Puy devient les du Puy-Montbrun.
Cette branche de Malaucène comprend, entre eux :
- Jean du Puy (siècle XV), chevalier, syndic de Malaucène en 1429, mort après 1435[39].
- Daumas du Puy (siècle XVI). « Le 15 octobre 1574; Malaucène, sur le qui vive à cause de la peste qu'on croyait dans les environs, refusait d'admettre dans son sein non seulement les étrangers, mais encore les habitants qui venient de lieux suspects. Daumas du Puy se présenta à la porte demandant à pénétrer dans son domicile. Le bureau de santé l'y autorisa en considération de sa probité, de la loyauté de son caractère et aussi par la raison qu'étant du nombre des habitants et fort riche, il pourrait se rendre utile à ses concitoyens. »[39]

#### Personnalités et culture
(mai 2010).
Si vous disposez d'ouvrages ou d'articles de référence ou si vous connaissez des sites web de qualité traitant du thème abordé ici, merci de compléter l'article en donnant les références utiles à sa vérifiabilité et en les liant à la section « Notes et références ».
Jean Geoffroy, ancien sénateur maire de Saint-Saturnin-lès-Apt, est né dans cette commune, d'une famille de notables et d'anciens maires de Malaucène.
De nombreuses personnalités ont fait de Malaucène une commune riche autant dans l'art que dans la création. L'une des premières se nomme Michel Galabru, qui crée dans les années 1980 le festival de théâtre de Malaucène. Lors de ce festival, il reçoit ses amis dont Jacqueline Maillan, Micheline Dax, Rosy Varte ou encore Marthe Mercadier. Mais le festival s'arrête après huit ans de succès. En 1993, s'installe entre Malaucène et le village du Crestet Bernard Minet, rendu célèbre par sa participation à l'émission de télévision Club Dorothée. Il y réside toujours à l'heure actuelle.
Marie Cardinal écrivaine de roman à succès vécut aussi sur la commune (où elle est enterrée au cimetière), de même que la philosophe et écrivaine Noëlle Châtelet, des acteurs comme Magali Noël ou Jean-Pierre Darras. D'autres personnalités résident ponctuellement à Malaucène dont Yann Collette, et Myriam Boyer, mère de Clovis Cornillac.
L'animateur et chanteur Bichou et récemment devenu Heifara Fenua de son vrai nom Romain Bougnard est un enfant du village, il est connu pour être « l'ami des stars » et notamment du célèbre homme en bleu Michou, mais également pour la reprise de l'hymne de l'association La Voix de l'enfant intitulé « Parle Hugo, Parle »,mais aussi pour avoir, en novembre 2018, repris la chanson du groupe Zebda en la transformant en « Le chant des manifestants », qui culmine en février 2019 avec un total de 11 000 vues.Il est également engagé dans les luttes pour les différences. Il sort un single sous le label Vittoria Prod intitulé New Life  en 2021. En 2025 il sera au côté d'autres personnalités pour les obsèques de son ami le chanteur Gilles Dreu.
En 2004, les plateaux de la série Une femme d'honneur prennent leurs quartiers sur la commune pour le tournage de huit épisodes. Malaucène est souvent le lieu de tournage de films étrangers, français, mais également de séries et fictions françaises.

### Héraldique
|  | Les armes peuvent se blasonner ainsi : « De gueules à la clef d'or et à la clef d'argent passées en sautoir, accompagnées de deux veaux affrontés du même, posés sur les anneaux, la tête contournée ». Devise : ex pace ubertas (de la paix la richesse). |

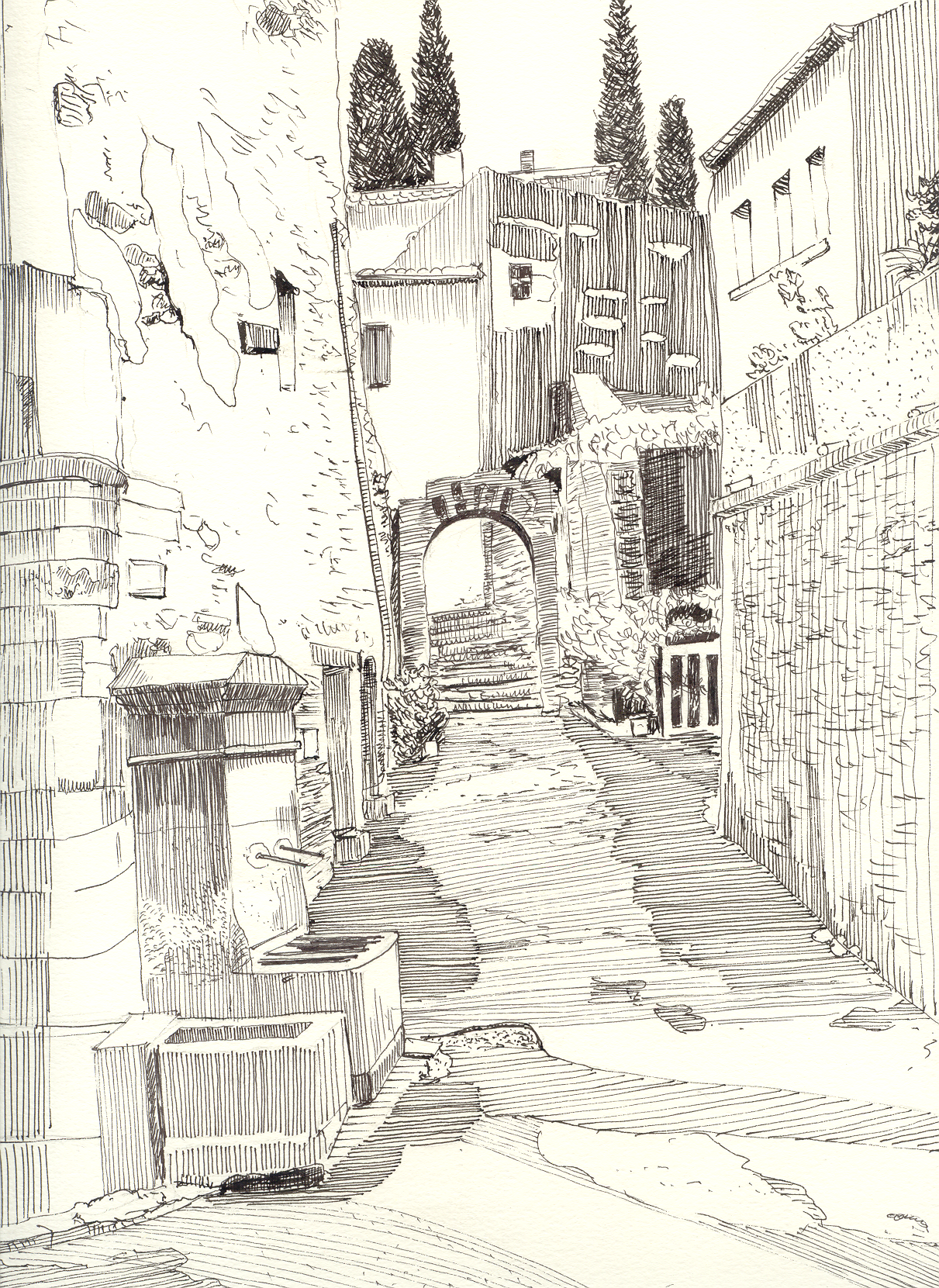
Dessin de Malaucène, à la plume (auteur : Michel Mans).

## Galerie photographique

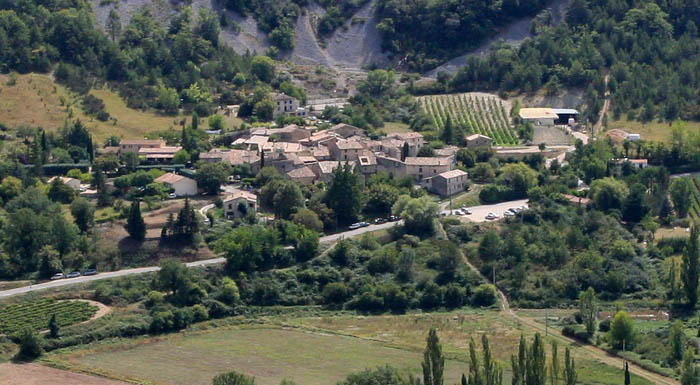
Le hameau de Veaux.
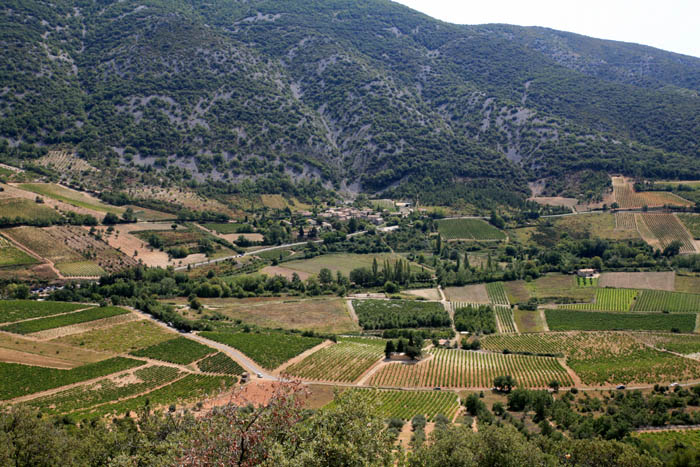
Le hameau de Veaux.
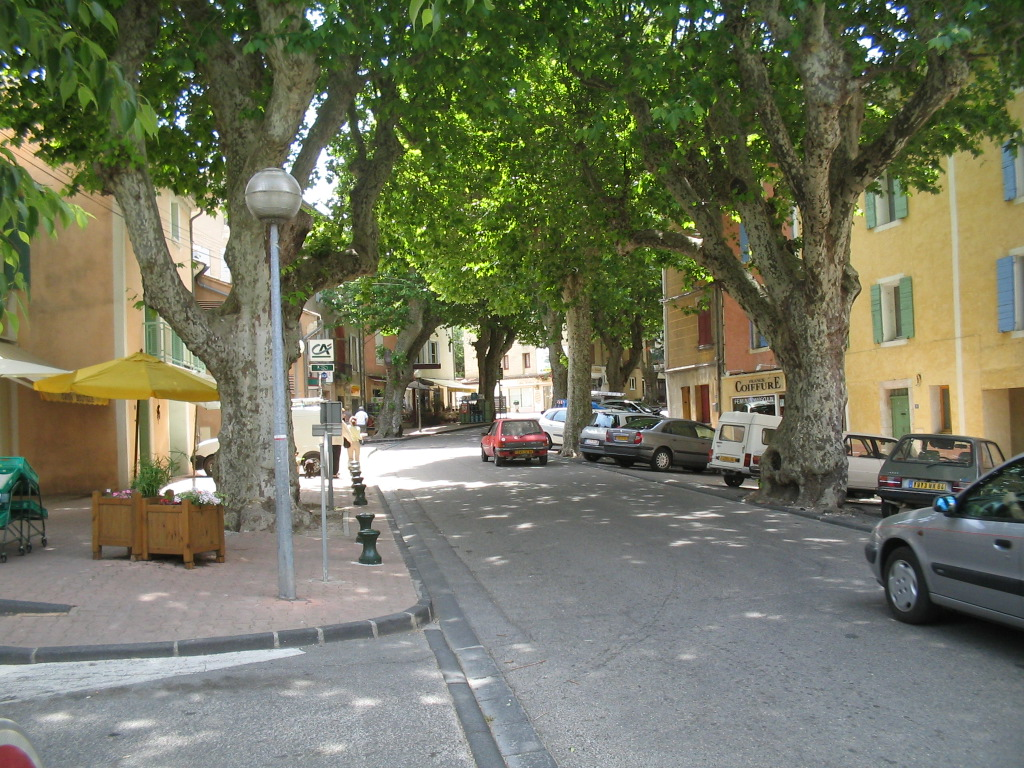
Le cours des Isnards et ses platanes.